# Comuna Kvasiv, Horohiv
Kvasiv (în ucraineană Квасів) este o comună în raionul Horohiv, regiunea Volînia, Ucraina, formată din satele Krîjova, Kvasiv (reședința) și Ohlopiv.

## Demografie
Componența lingvistică a satului Kvasiv
     Ucraineană (99,41%)
     Alte limbi (0,59%)
Conform recensământului din 2001, majoritatea populației satului Kvasiv era vorbitoare de ucraineană (99,41%), existând în minoritate și vorbitori de alte limbi.